# Mistrzostwa świata w krykiecie T20 mężczyzn
Mistrzostwa Świata w krykiecie T20 mężczyzn (en. Men's T20 World Cup) – międzynarodowy turniej krykieta w formie T20, w którym biorą udział męskie reprezentacje narodowe federacji należących do ICC. Pierwsze mistrzostwa odbyły się w 2007 roku w Południowej Afryce. Mistrzostwa odbywają się nieregularnie, z przerwami od jednego do pięciu lat.
Obecnie w turnieju występuje 20 reprezentacji rywalizujących o tytuł na terenie państwa (lub państw) organizującego mistrzostwa przez około jeden miesiąc.
Podczas dotychczas rozegranych 8 turniejów sześć reprezentacji sięgnęło po tytuł. Najbardziej utytułowanymi zespołami są Anglia i Indie Zachodnie, które wygrały czempionat dwukrotnie. Po jednym tytule mistrzowskim mają na swoim koncie: Indie i Pakistan, Sri Lanka oraz Australia.

## Gospodarze turnieju
| Liczba | Państwo                      | Rok        |
| ------ | ---------------------------- | ---------- |
| 2      | Indie Zachodnie              | 2010, 2024 |
| 2      | Sri Lanka                    | 2012, 2026 |
| 2      | Indie                        | 2016, 2026 |
| 2      | Australia                    | 2022, 2028 |
| 1      | Południowa Afryka            | 2007       |
| 1      | Anglia                       | 2009       |
| 1      | Bangladesz                   | 2014       |
| 1      | Zjednoczone Emiraty Arabskie | 2021       |
| 1      | Oman                         | 2021       |
| 1      | Stany Zjednoczone            | 2024       |
| 1      | Nowa Zelandia                | 2028       |

## Medaliści mistrzostw świata
Na podstawie:
| Sezon          | Gospodarz turnieju finałowego     | Finał           | Finał                               | Finał         |
| Sezon          | Gospodarz turnieju finałowego     | Mistrz          | Wynik                               | Wicemistrz    |
| -------------- | --------------------------------- | --------------- | ----------------------------------- | ------------- |
| 2007 Szczegóły | Południowa Afryka                 | Indie           | Indie wygrały 5 runami              | Pakistan      |
| 2009 Szczegóły | Anglia                            | Pakistan        | Pakistan wygrał 8 wicketami         | Sri Lanka     |
| 2010 Szczegóły | Indie Zachodnie                   | Anglia          | Anglia wygrała 7 wicketami          | Australia     |
| 2012 Szczegóły | Sri Lanka                         | Indie Zachodnie | Indie Zachodnie wygrały 36 runami   | Sri Lanka     |
| 2014 Szczegóły | Bangladesz                        | Sri Lanka       | Sri Lanka wygrała 6 wicketami       | Indie         |
| 2016 Szczegóły | Indie                             | Indie Zachodnie | Indie Zachodnie wygrały 4 wicketami | Anglia        |
| 2021 Szczegóły | ZEA Oman                          | Australia       | Australia wygrała 8 wicketami       | Nowa Zelandia |
| 2022 Szczegóły | Australia                         | Anglia          | Anglia wygrała 5 wicketami          | Pakistan      |
| 2024 Szczegóły | Indie Zachodnie Stany Zjednoczone |                 |                                     |               |
| 2026 Szczegóły | Indie Sri Lanka                   |                 |                                     |               |
| 2028 Szczegóły | Nowa Zelandia Australia           |                 |                                     |               |

### Osiągnięcia według państw
Stan po turnieju w 2022 roku:
| Lp. | Państwo         | Mistrzostwo | Wicemistrzostwo |
| --- | --------------- | ----------- | --------------- |
| 1.  | Anglia          | 2           | 1               |
| 2.  | Indie Zachodnie | 2           | 0               |
| 3.  | Sri Lanka       | 1           | 2               |
| 3.  | Pakistan        | 1           | 2               |
| 4.  | Indie           | 1           | 1               |
| 4.  | Australia       | 1           | 1               |
| 5.  | Nowa Zelandia   | 0           | 1               |

### Bilans startów reprezentacji (2007–2024)
Do tej pory zakwalifikowały się do turnieju 24 reprezentacje.
| - 9 występów (wszystkie turnieje) - Anglia - Indie Zachodnie - Indie - Australia - Sri Lanka - Pakistan - Nowa Zelandia - Południowa Afryka - Bangladesz - 8 występów - Irlandia |  | - 7 występów - Afganistan - 6 występów - Szkocja - Holandia - Zimbabwe - 3 występy - Namibia - Oman |  | - 2 występy - Nepal - Hongkong - Zjednoczone Emiraty Arabskie - Papua-Nowa Gwinea - 1 występ - Stany Zjednoczone - Kanada - Uganda - Kenia |